# تضخيم عمودي

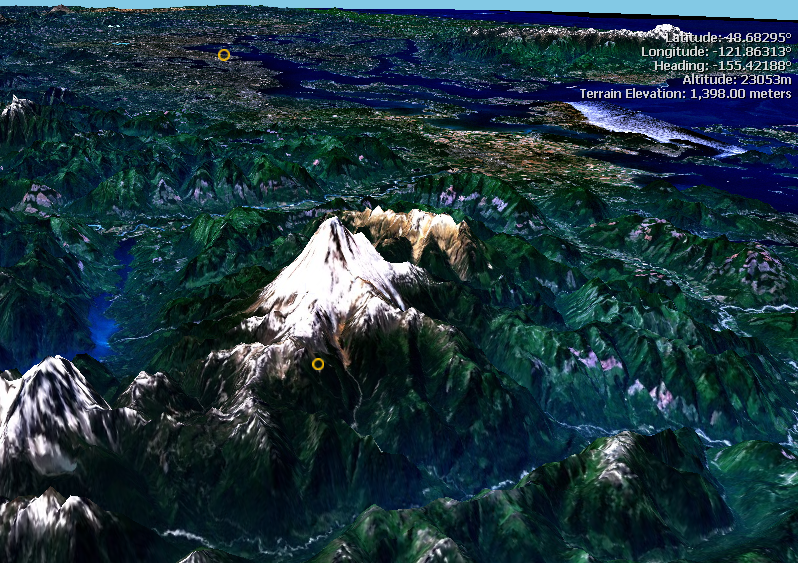
جبل تم تضخيمه عموديًا. في الحقيقة، ستظهر تضاريس الأرض أكثر استواءً.

التضخيم العمودي (VE) هو مقياس يُستخدم في الخرائط ذات التضاريس البارزة والمخططات والرسومات الفنية (الرسوم المنظورية للمقطع العرضي). ويستخدم التضخيم في التأكيد على السمات العمودية، التي قد تكون صغيرة جدًا عند تحديدها بالنسبة للمقياس الأفقي.
يتم تقديم التضخيم العمودي في صورة رقم؛ فمثلاً، 5× تعني أن القياسات العمودية هي أكبر بمقدار 5 مرات من القياسات الأفقية، وتشير القيمة 1× إلى أن مقاييس الرسم الأفقية والعمودية متماثلة ويتم التعامل معها كما لو أنه لا يوجد بها «تضخيم عمودي». وللعلم، فإن التضخيم العمودي الأقل من 1 غير شائع، بيد أنه يشير إلى انخفاض في المقياس العمودي (أو التضخيم الأفقي).
وفي بعض الحالات، إذا كان التضخيم العمودي مرتفعًا جدًا، فقد يلتبس الأمر على قارئ الخريطة.

## وصلات خارجية
- Introduction to Topographic Maps – Vertical Exaggeration نسخة محفوظة 11 سبتمبر 2007 على موقع واي باك مشين.